# Bivacco Cecilia Genisio
Il Bivacco Cecilia Genisio  è un bivacco, cioè un piccolo rifugio non gestito, situato nel comune di Chialamberto (nella Città metropolitana di Torino), a 2230 m s.l.m nelle Alpi Graie, in località Alpe Vailet nel Vallone Vassola.

## Storia
Il bivacco è stato dedicato a Cecilia Genisio, ex Presidente della sezione del Club Alpino Italiano di Rivarolo Canavese ed, alla morte, socia della sezione del CAI di Forno Canavese.
Cecilia Genisio è stata anche impegnata a livelli superiori del Club Alpino Italiano, in particolar modo nel raggruppamento intersezionale delle sezioni CAI del Canavese e Valli di Lanzo e nel Gruppo Regionale Piemonte del CAI, sia in qualità di volontaria presso la sede torinese, sia nella Commissione Regionale LPV sui Rifugi.
Ricoprì anche ruoli nazionali, eletta Consigliera del Comitato Centrale di Indirizzo e di Controllo, durante la presidenza di Annibale Salsa.
Grandissima amante dell’andare in montagna e infaticabile volontaria e attivista a tutti i livelli del Club Alpino Italiano, Cecilia Genisio si è distinta per la quantità di iniziative da lei intraprese e tenacemente portate avanti. Ricordiamo le tantissime gite escursionistiche di cui Cecilia è stata direttrice, ma anche l’impegno per l'accatastamento dei sentieri e l’occhio attento verso i rifugi .

## Caratteristiche
Il bivacco è sito a circa 2230 m s.l.m. in località Alpe Vailet nel Vallone Vassola. Si tratta di una struttura in legno con facciata triangolare e tetto in lamiera spiovente fino a terra. All'interno vi sono 10 posti letto e l'illuminazione è data dalla corrente elettrica generata da un pannello solare posto sul tetto. Il bivacco non è gestito ma è sempre aperto durante tutto l'anno. Il bivacco è di proprietà del Comune di Chialamberto ma in gestione alla sezione CAI di Lanzo

## Accessi
Il bivacco si raggiunge da Chialamberto o Vonzo con un percorso di difficoltà E che effettua circa 1350 metri di dislivello.

## Ascensioni
Dal bivacco vi sono diverse mete raggiungibili a piedi, alcune di queste sono:
- Colle della Terra d'Unghiasse (2666 m)
- Gran lago d'Unghiasse (2490 m)
- Laghi della Fertà (2560 m)